# كورا سكينر
كورا سكينر (بالإنجليزية: Cora Skinner) هي عارضة وممثلة أمريكية، ولدت في 18 يونيو 1985 في الإسكندرية في الولايات المتحدة.

## وصلات خارجية
- كورا سكينر على موقع IMDb (الإنجليزية)
- كورا سكينر على موقع قاعدة بيانات الفيلم (الإنجليزية)